# Waltraud Braun
Waltraud Braun (* 5. November 1918 in Magdeburg; † 1987) war eine deutsche Dermatologin.

## Leben
Braun arbeitete wie ihr Mann Harry Braun an der Universitätshautklinik Greifswald unter Wilhelm Richter (1892–1944). 1949 wechselte sie als Oberärztin an die Städtische Hautklinik Magdeburg, die zu diesem Zeitpunkt jedoch in Lostau untergebracht war und von ihrem Mann geleitet wurde. 1966 wurde sie an der Universität Leipzig habilitiert und übernahm 1969, als erste Frau, den Lehrstuhl für Dermatologie an der Universitätshautklinik der Martin-Luther-Universität Halle-Wittenberg. Am 9. Mai 1970 übernahm Waltraud Braun von ihrem Mann den Vorsitz der Gesellschaft für Medizinische Mykologie der DDR, den sie bis 1975 innehatte. Die Hallenser Universitätshautklinik leitete sie bis zu ihrer Emeritierung 1979. Nachfolger wurde Klaus-Dieter Wozniak. Waltraud Braun starb 1987 im Alter von 69 Jahren.
1972 wurde sie mit dem Ehrentitel Verdienter Arzt des Volkes ausgezeichnet.

## Schriften
- Untersuchungen über die Candida albicans: Antikörper im Tierversuch. J. A. Barth, Leipzig 1964
- Die Trichophytie in epidemiologischer, klinischer und immunbiologischer Hinsicht. Habilitationsschrift vom 23. März 1966, Medizinische Fakultät der Universität Leipzig
- Zur Frage der Reinfektionsmöglichkeit der tiefen Trichophytie. Mycopathologia 53 (1974), 155–156, doi:10.1007/BF02127205
- Dermatologie: ein Lehrbuch für Studenten. Verlag Volk und Gesundheit, Berlin 1975
- Aktuelle Probleme der medizinischen Mykologie. Verlag Volk und Gesundheit, Berlin 1978